# Stichaster australis
Espèce
Stichaster australis est une espèce d'étoiles de mer (Asteroidea), de l'ordre des Forcipulatida. On la trouve principalement autour de la Nouvelle-Zélande.

## Description
C'est une étoile relativement massive, avec un large disque central autour duquel rayonnent une dizaine de bras charnus. Se couleur est variable, et peut aller du beige clair au brun, en passant par le rose, le marron et souvent l'orange. Tout son corps est comme parcouru par un réseau de lignes colorées en relief (moins dense sur le disque), sur un fond plus sombre.

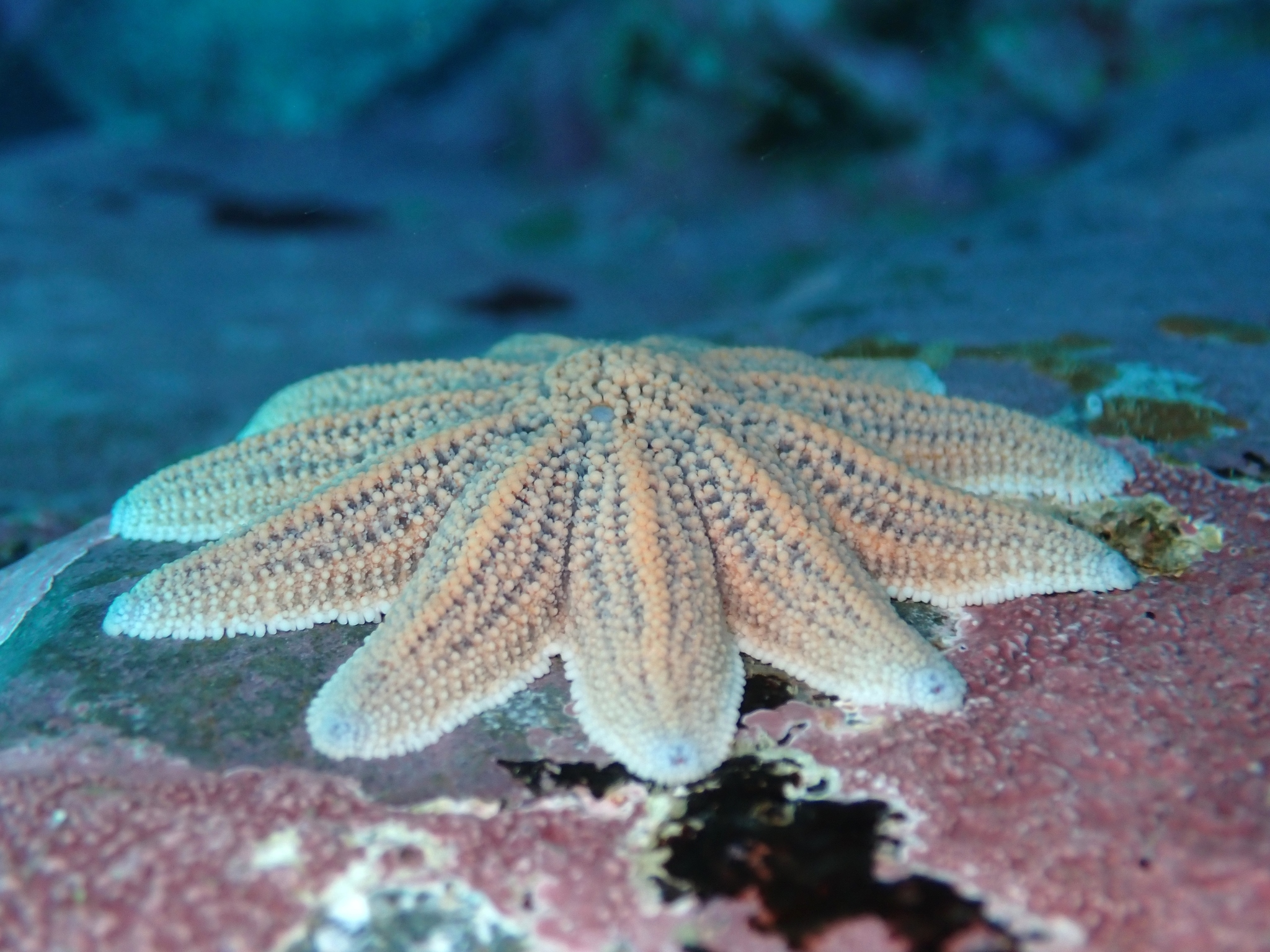
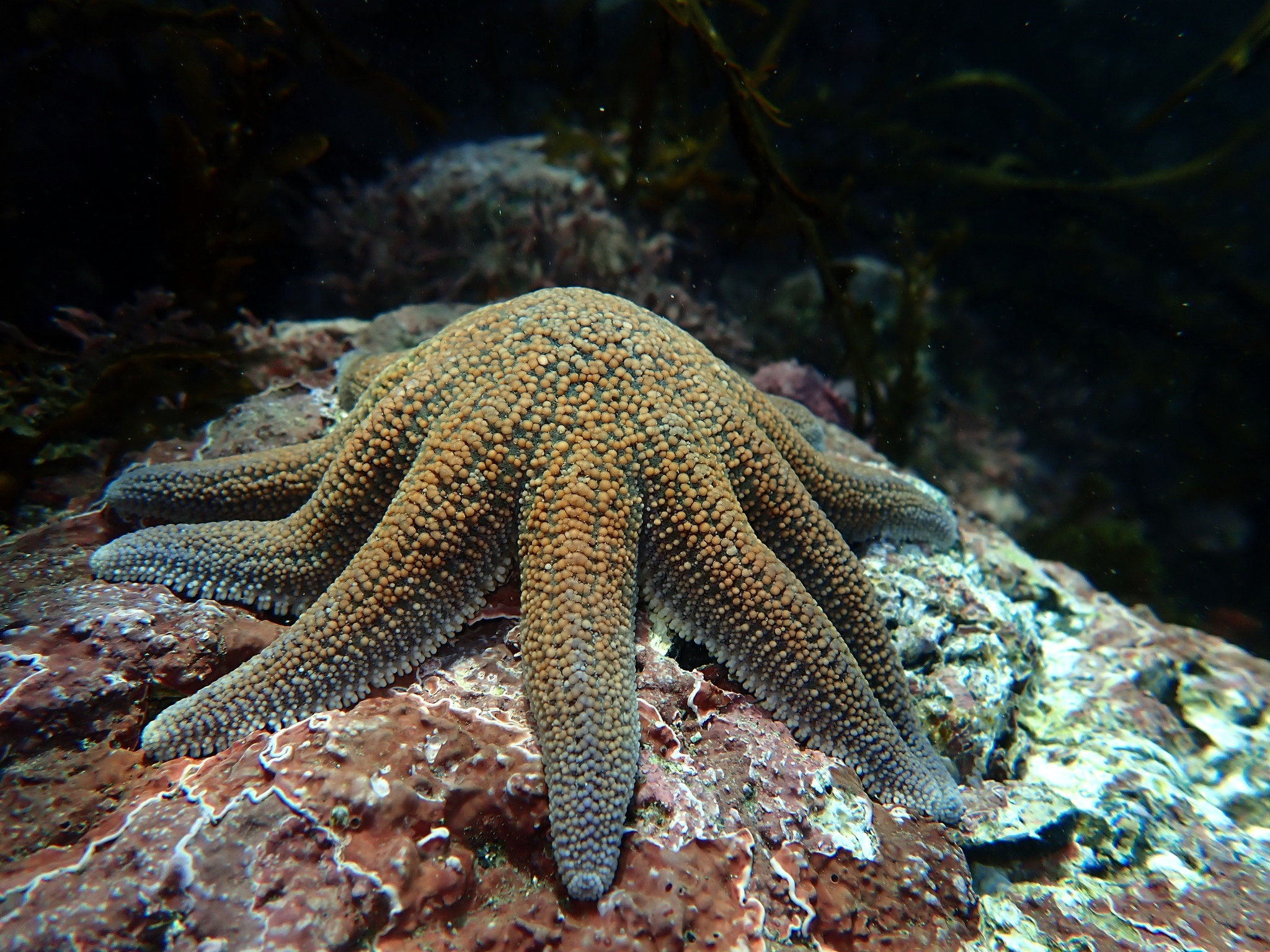
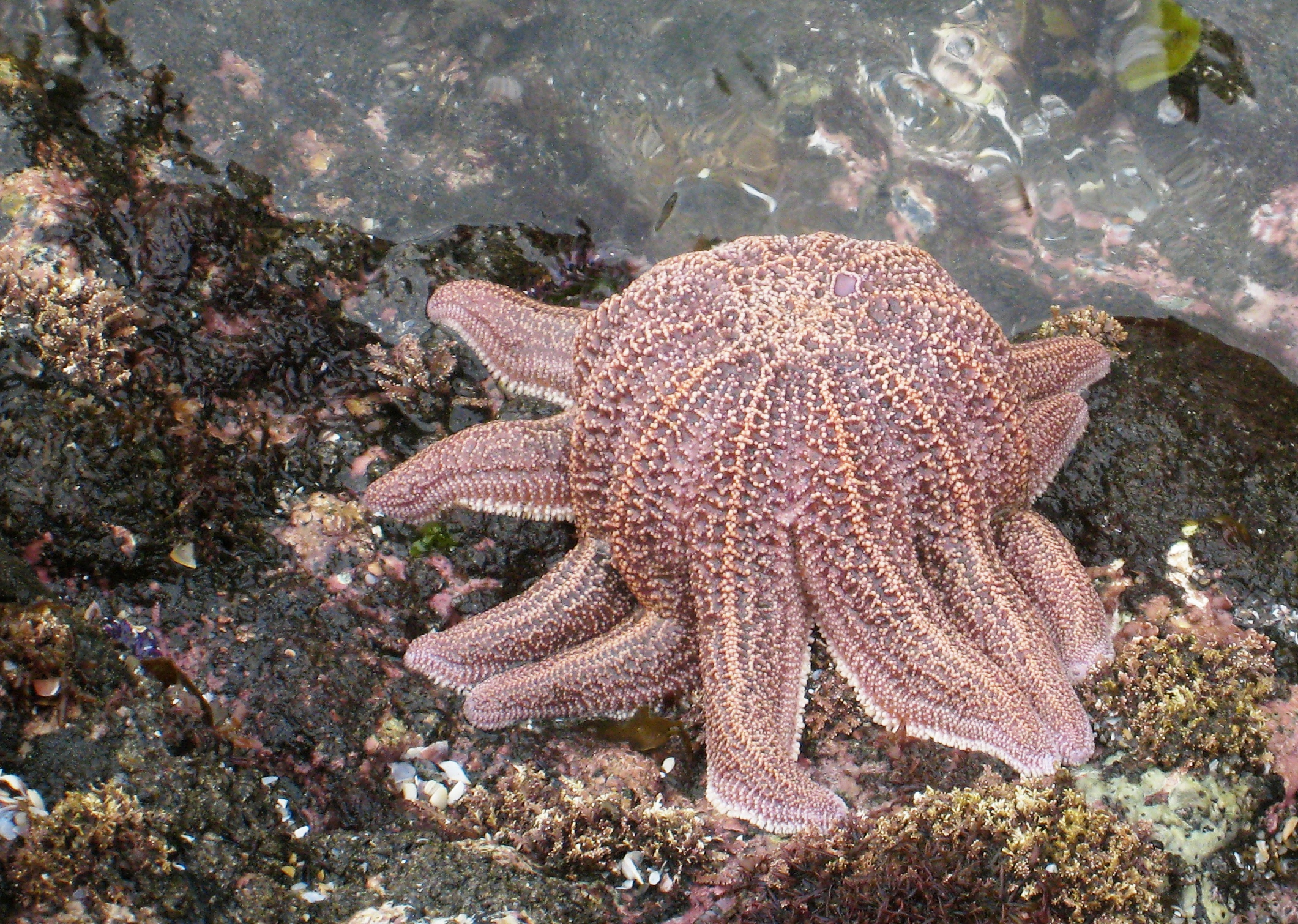
Une Stichaster australis se dressant au-dessus de son support.
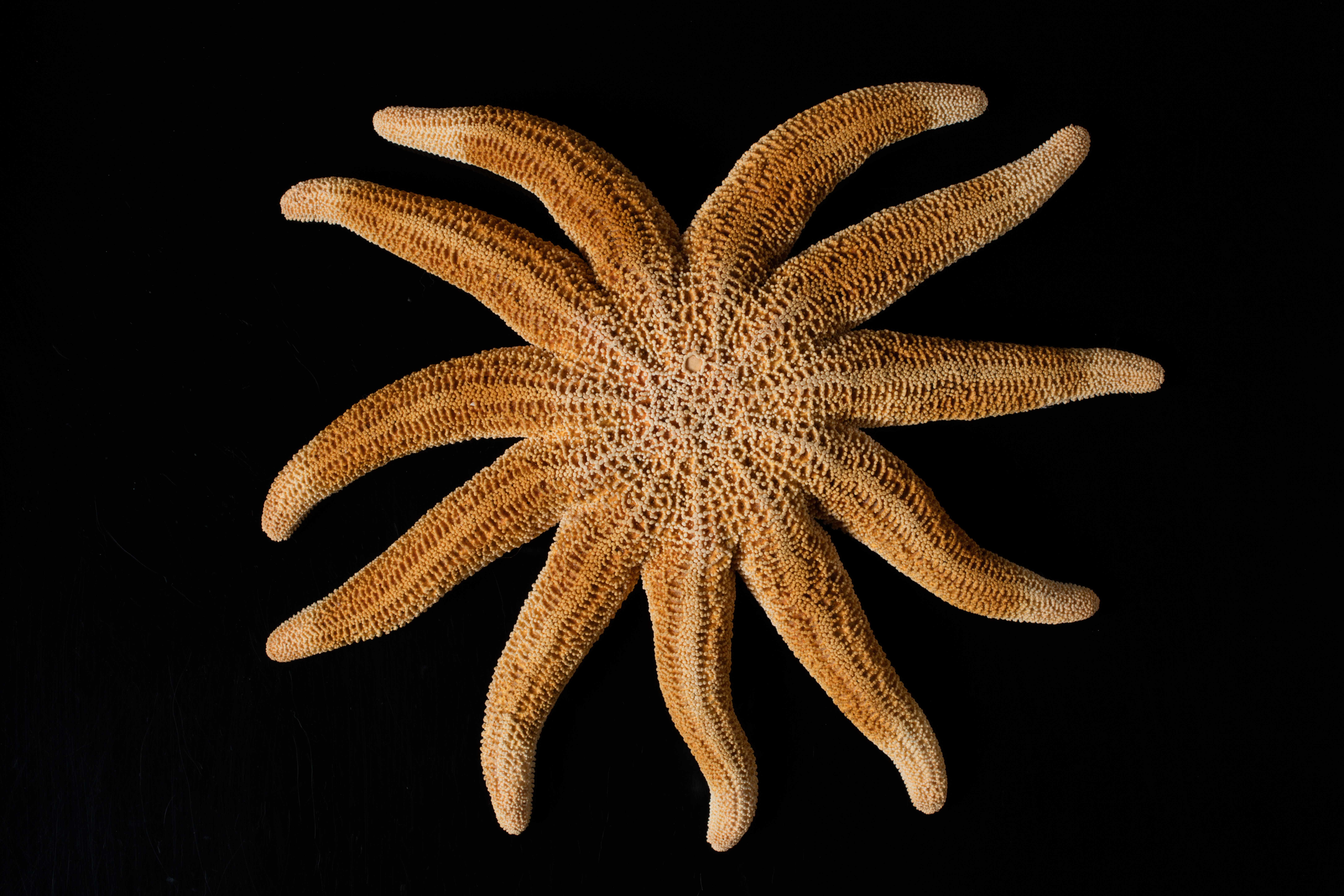
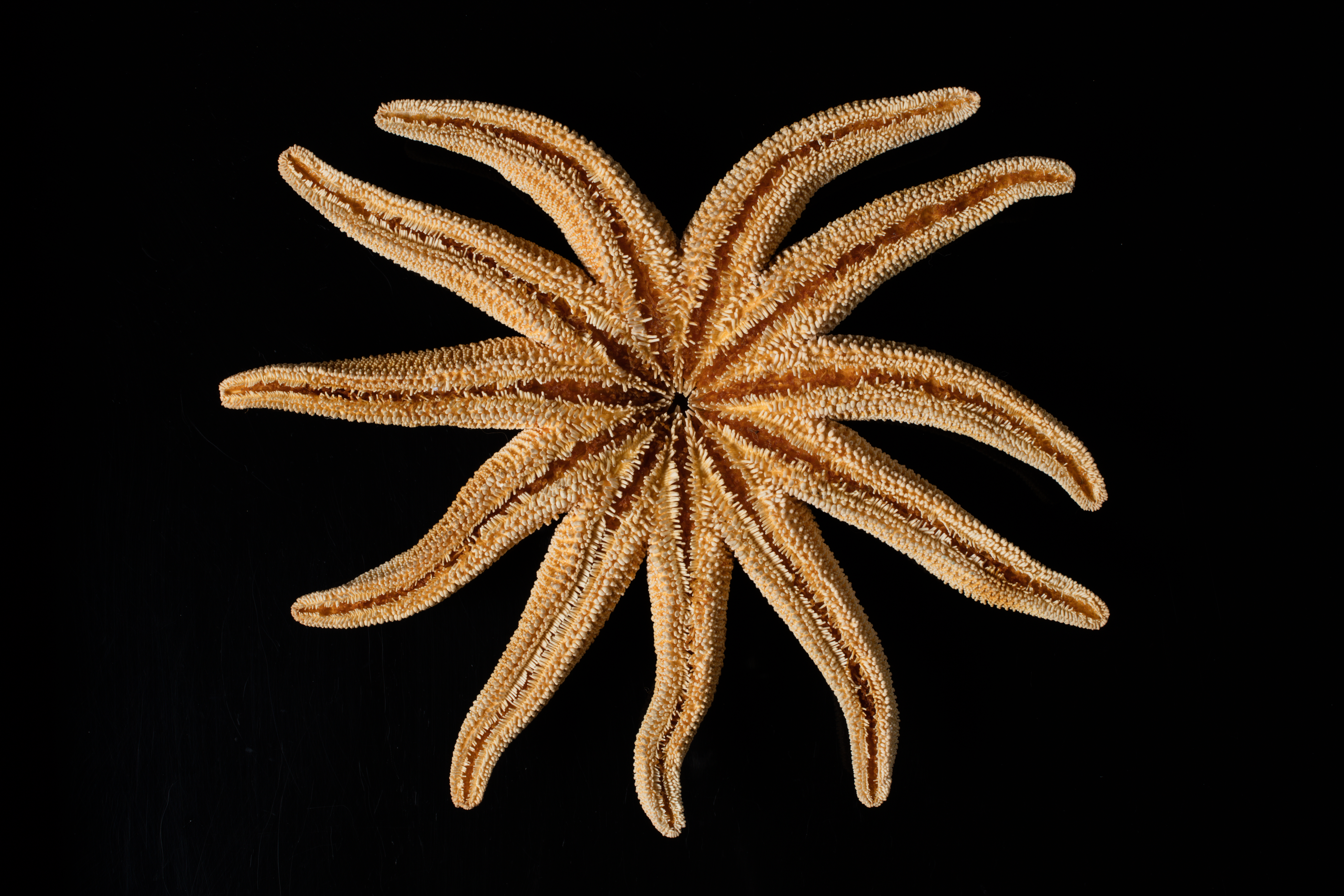
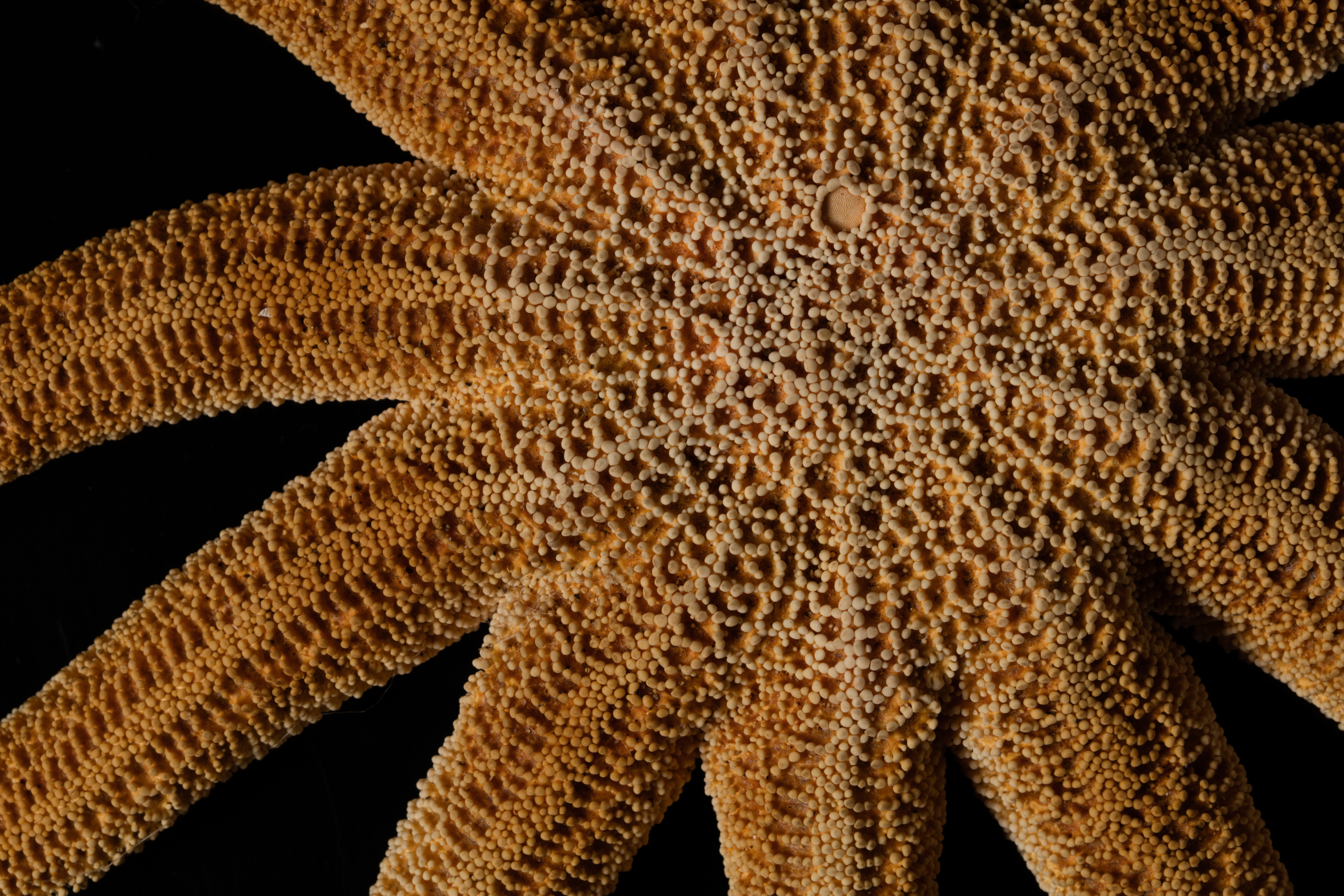

## Habitat et répartition

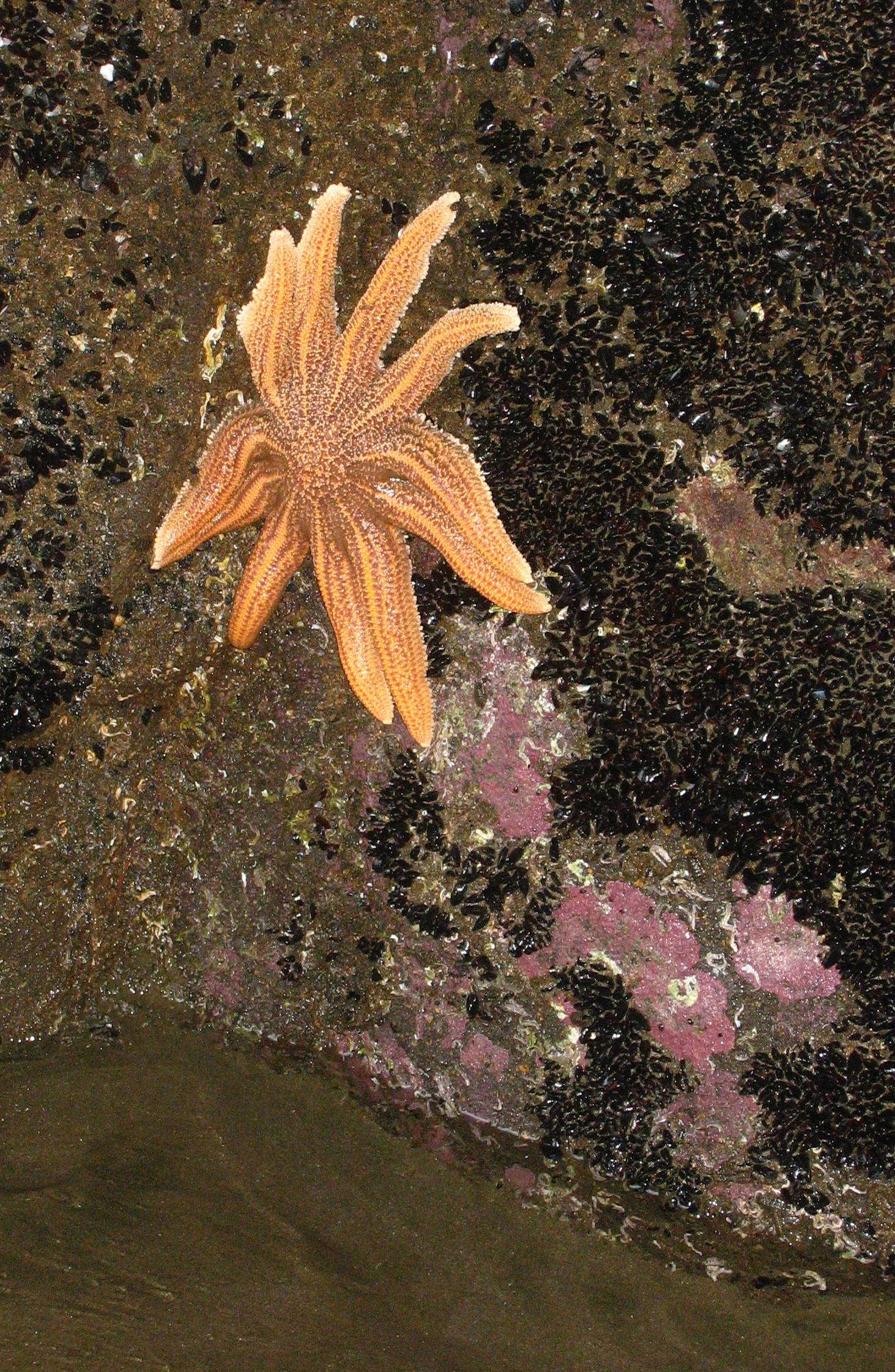
Une Stichaster australis entourée de moules, ses proies favorites.

On trouve cette étoile principalement en Nouvelle-Zélande. Elle apprécie les côtes rocheuses à faible profondeur, où elle trouve sa nourriture. Elle n'hésite pas à sortir de l'eau quelque temps pour aller se nourrir.

## Écologie et comportement
Cette étoile se nourrit principalement de moules (Perna canaliculus), qu'elle force à s'ouvrir au moyen de ses puissants podia. Sa grande consommation de moules permet ainsi de libérer de l'espace pour d'autres espèces, notamment des algues (comme Durvillea antarctica), assurant ainsi le maintien d'une biodiversité marine suffisante pour assurer le bon fonctionnement de l'écosystème côtier.
Cette étoile est ainsi un équivalent pour l'hémisphère sud de Pisaster ochraceus (que l'on trouve dans le Pacifique nord et adopte un mode de vie très similaire), et le fait que ces deux étoiles de familles différentes occupent la même niche écologique explique peut-être aussi leur forte ressemblance à de nombreux points de vue.